# Seria 441 (JŽ)
Seria 441 a Căilor Ferate Iugoslave (Jugoslavenske železnice) este o serie de locomotive proiectate de către ASEA și produse la fabrica Simmering-Graz-Pauker sau la fabrica Rade Končar din Zagreb între 1967 și 1987. Această locomotivă este cea mai des întâlnită în fosta Iugoslavie, cu excepția Muntenegrului care folosește locomotive din Seria 461 (Electroputere LE 5100) sau a Sloveniei care folosește locomotive Ansaldo și Alsthom. De asemenea circulă și în România, fiind livrate în schimbul unor locomotive de la Electroputere, și au circulat în Turcia, fiind împrumutate din partea Căilor Ferate din Federația Bosniei și Herțegovinei.

## Istoric
La mijlocul aniilor 1960, Căile Ferate din Iugoslavia treceau printr-un proces de electrificare, iar după succesul anterior a locomotivei SJ Rb în România în anul 1965, JŽ a decis testarea locomotivei în 1967. După câteva luni, producția de serie a început, partea mecanică fiind fabricată la uzina SGP din Austria, iar părțile electrice erau livrate de către ASEA, ELIN și SAAS. În 1970, licența a fost preluată de către Rade Končar și MIN Niș.
Locomotiva a fost proiectată pentru a fi folosită pentru trenuri de marfă și pentru cele de călători (locomotivă universală). Primele 3 subserii se diferențiau prin existența sau lipsa frânei rerostatice, ungerea flanșei de la roți și abilitatea de a circula în dublă tracțiune. Toate acestea aveau o viteză maximă de 120 km/h, iar producătorul inițial era Uniunea de Tracțiune 50 Hz (primele locomotive din cele 3 subserii începuseră producția în 1967). Următoarele 4 subserii au fost produse exculsiv de către Rade Končar și MIN Niș, cu ajutorul companiilor Đuro Đaković din Slavonski Brod și TŽV Janko Gredelj din Zagreb. Acestea aveau o viteză mai ridicată, de 140 km/h, și îmbunătățiri diverse.
Locomotivele au devenit rapid locomotiva electrică principală din Iugoslavia, fiind fabricate în număr de peste 200 până la încetarea producției în 1987. Acestea erau prezente la aproape toate regionalele Căilor Ferate Iugoslave (Belgrad, Zagreb, Sarajevo, Skopje și Novi Sad) și singurele locomotive electrice până în 1971, când locomotivele din Seria 461 au sosit din România. Odată cu destrămarea Iugoslaviei, câteva locomotive au fost avariate din cauza războaielor, în special în Bosnia și Herțegovina sau în Croația.
Ca parte a unui proiect de colaborare între RS România și RSF Iugoslavia, începând cu 1973, Căile Ferate Române încep să primească mai multe locomotive din partea uzinelor Rade Končar și MIN Niș, construite cu ajutorul uzinelor Electroputere și UCM Reșița. Ultima locomotivă este livrată în anul 1984, în total 130 locomotive fiind livrate. Au fost cunoscute ca 040-EC/EC1, ulterior clasificată ca 43/44 începând cu 1980. În schimb, Căile Ferate Iugoslave primeau 103 de locomotive de 5100 kW fabricate la Electroputere.

### În zilele noastre
Datorită popularității și fiabilității, dar și din cauza lipsei de bani pentru locomotive noi, aceste locomotive sunt foarte des utilizate în fosta Iugoslavie.

#### În fosta Iugoslavie
Începând cu anii 2000, Grupul Končar a oferit modernizări pentru locomotivele din această serie, care constau în tiristorizarea echipamentelor, modernizarea postului de conducere (printre care și includerea computerelor de bord), creșterea vitezei maxime la 160 km/h etc.
În Serbia acestea sunt folosite de către Železnice Srbije, care începând cu 2015, este împărțită în 2 companii: Srbija Voz (trenuri de călători) și Srbija Kargo (trenuri de marfă). Seria 441 este cea nemodernizată, fiind folosită pe toată rețeaua electrificată, iar începând cu 2005, mai multe locomotive au fost tiristorizate, devenind parte a Seriei 444, fiind folosite mai des pe trenuri de călători decât pe cele de marfă. Începând cu 2017 a început modernizarea subseriei 441-7. De asemenea câteva exemplare sunt deținute de către Termocentrala Nikola Tesla din Obrenovăț.

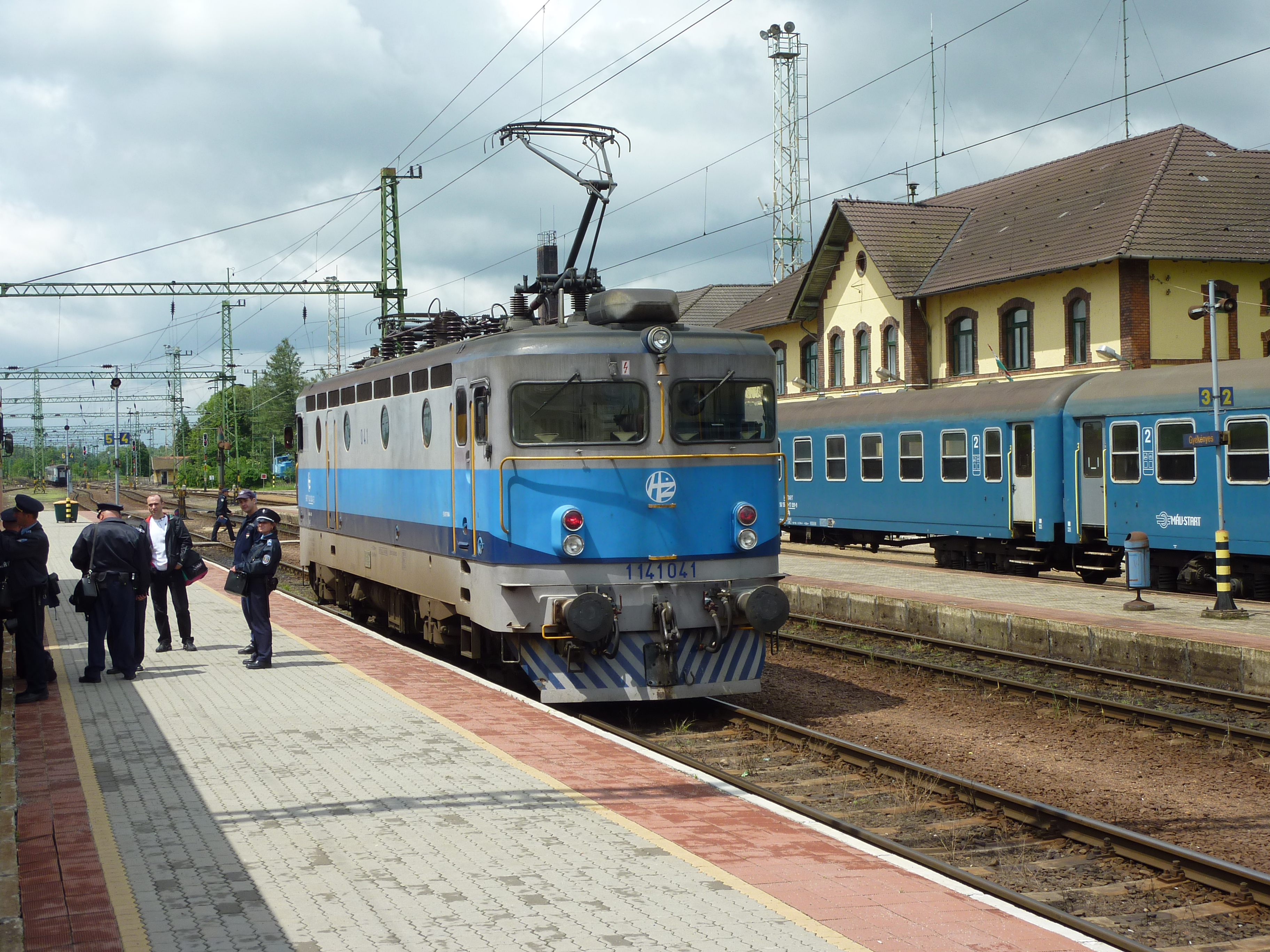
HŽ 1141 041 în gara Gyékényes, Ungaria, 2010

În Bosnia și Herțegovina, acestea sunt împărțite între două companii feroviare: Željeznice Republike Srpske și Željeznice Federacije Bosne i Hercegovine, companii care au apărut în urma acordului de la Dayton. Locomotivele ŽRS sunt cele mai vechi din fosta Iugoslavie, unele fiind fabricate chiar în anul 1967, iar câteva au fost modernizate. Locomotivele ŽFBH nemodernizate sunt folosite pe trenuri de marfă sau trenuri regionale, iar cele modernizate au fost închiriate de către TCDD între 2001 și 2013 pentru a fi folosite pe rețeaua feroviară din Turcia. Acestea au fost returnate și sunt folosite pe trenuri Talgo între Doboj și Čapljina. În 2016, câteva locomotive au fost în centrul unui scandal între Grupul Končar și ŽFBH, care a fost acuzată de neplata mentenanței a locomotivelor, fiind sechestrate de către fabrică și urmează să fie vândute unei alte companii feroviare.
În Croația ele sunt folosite pentru tractarea trenurilor de călători și de marfă, alături de locomotivele din Seria 1142 (inițial cunoscute ca Seria 442), fiind clasificate ca Seria 1141. O mare parte din flotă este modernizată începând cu anii 2003-2009 și 2017-2018, folosind echipamente tiristorizate, iar puține locomotive rămân nemodernizate. În 2017, o locomotivă a fost construită din piesele altor locomotive casate, și cu tehnologii noi la TŽV Janko Gredelj. Ca și în cazul Serbiei, locomotivele sunt împărțite între HŽ Putnjički Prijevozi (trenuri de călători) și HŽ Cargo (trenuri de marfă). Înainte toate locomotivele erau deținute de către HŽ Vuča Vlakova (locomotive).
În Republica Macedonia, aceste locomotive sunt singurele locomotive electrice (alături de câteva locomotive din Seria 461) ale Căilor Ferate Macedone, fiind o flotă mică care asigură transportul între granița cu Grecia și cea cu Serbia. 

#### În România
Din flota de locomotive de 3400 kW a Căilor Ferate Române, o mare parte din acestea se folosesc pe trenurile (Inter)Regio în Banat, Oltenia și Moldova, unde nu se justifică folosirea locomotivelor de 5100 kW. De asemena acestea sunt folosite ca locomotive împingătoare sau de ajutor pe Valea Jiului, pe una dintre cele mai grele linii ferate din România.

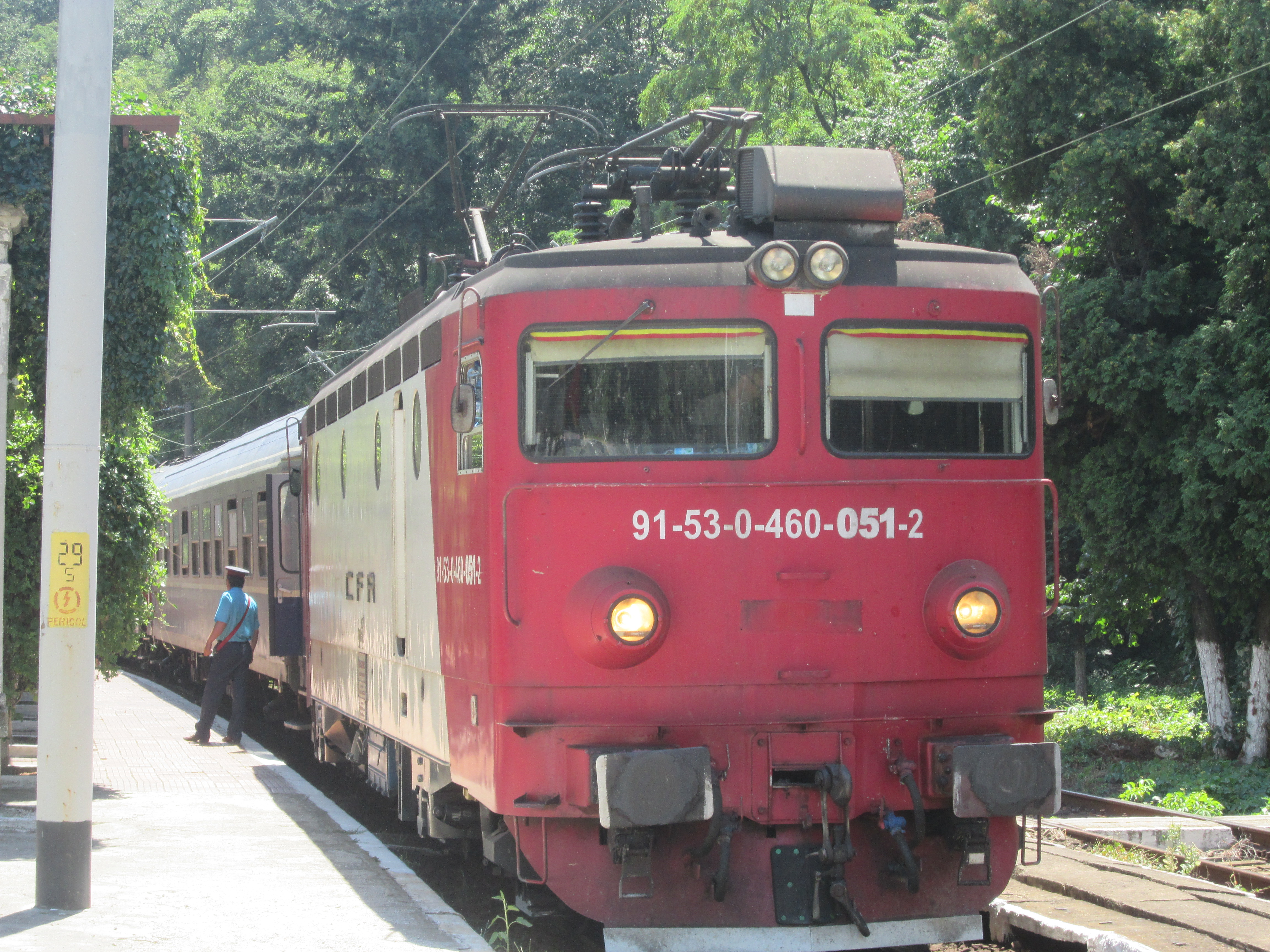
CFR 460 051 (înainte CFR 43-0051-3) la gara din Băile Herculane, România, 2017

Câteva locomotive au fost modernizate, primele trei în 2003 la fabricile Grupului Končar din Zagreb. Începând cu 2006 până în 2011, aceste locomotive au fost modernizate de către PROMAT, devenind Clasa 46, primind un tratament similar locomotivelor de 6600 kW ale CFR Marfă. Anumite locomotive din Clasa 43 au fost transformate în locomotive din Clasa 46, fără aparentă modernizare.
Grupul Feroviar Român a importat, de asemenea, câteva locomotive care înainte erau deținute de către HŽ, modernizându-le și adaptându-le la rețeaua feroviară Românească. Acestea au fost retrase în 2016 și aduse înapoi în Croația. 